# ジェサミン郡 (ケンタッキー州)
ジェサミン郡（英: Jessamine County）は、アメリカ合衆国ケンタッキー州の中央部に位置する郡である。2010年国勢調査での人口は48,586人であり、2000年の39,041人から24.4%増加した。郡庁所在地はニコラスビル市（人口28,015人）であり、同郡で人口最大の都市でもある。インナー・ブルーグラス地域の中にあり、農業とサラブレッド馬など純血家畜飼育の中心地である。1799年に設立された。
ジェサミン郡はレキシントン・ファイエット郡大都市圏に属している。
アルコール飲料の販売に関しては「モイスト郡」に分類される。基本的にアルコール飲料の販売は禁じられる「ドライ郡」（禁酒郡）だが、特にニコラスビル市のように包装容器に入ったアルコール飲料の小売りが認められる「ウェット」地域が含まれている。クリスマン・ミル・ビニヤードはドライの地域に入っているが、ワイン作りとその販売を認められている。

## 地理
アメリカ合衆国国勢調査局に拠れば、郡域全面積は174．45平方マイル (451.8 km2)であり、このうち陸地173.13平方マイル (448.4 km2)、水域は1.32平方マイル (3.4 km2)で水域率は076%である。

### 交通
レキシントン地域都市圏計画機構がファイエット郡とジェサミン郡の交通計画を担当している。これには駐車場の手当て、通勤時のバンの相乗り計画管理、大気質予報、自転車道と歩道の計画、渋滞管理、および交通開発計画と文書化に関する活動が含まれている。

### 隣接する郡
- ファイエット郡 - 北東
- マディソン郡 - 南東
- ゲアリド郡 - 南
- マーサー郡 - 南西
- ウッドフォード郡 - 北西

## 人口動態
以下は2000年国勢調査による人口統計データである。
| 基礎データ - 人口: 39,041人 - 世帯数: 13,867 世帯 - 家族数: 10,663 家族 - 人口密度: 87人/km2（226人/mi2） - 住居数: 16,646軒 - 住居密度: 33軒/km2（85軒/mi2） 人種別人口構成 - 白人: 94.44% - アフリカン・アメリカン: 3.13% - ネイティブ・アメリカン: 0.20% - アジア人: 0.58% - 太平洋諸島系: 0.03% - その他の人種: 0.47% - 混血: 1.14% - ヒスパニック・ラテン系: 1.31% 年齢別人口構成 - 18歳未満: 26.4% - 18-24歳: 11.6% - 25-44歳: 31.1% - 45-64歳: 21.4% - 65歳以上: 9.5% - 年齢の中央値: 33歳 - 性比（女性100人あたり男性の人口） - 総人口: 96.6 - 18歳以上: 92.8 | 世帯と家族（対世帯数） - 18歳未満の子供がいる: 38.8% - 結婚・同居している夫婦: 61.9% - 未婚・離婚・死別女性が世帯主: 11.1% - 非家族世帯: 23.1% - 単身世帯: 18.5% - 65歳以上の老人1人暮らし: 6.5% - 平均構成人数 - 世帯: 2.69人 - 家族: 3.05人 収入と家計 - 収入の中央値 - 世帯: 40,096米ドル - 家族: 46,152米ドル - 性別 - 男性: 32,340米ドル - 女性: 23,771米ドル - 人口1人あたり収入: 18,842米ドル - 貧困線以下 - 対人口: 10.5% - 対家族数: 8.4% - 18歳未満: 13.7% - 65歳以上: 9.9% |

## 都市と町

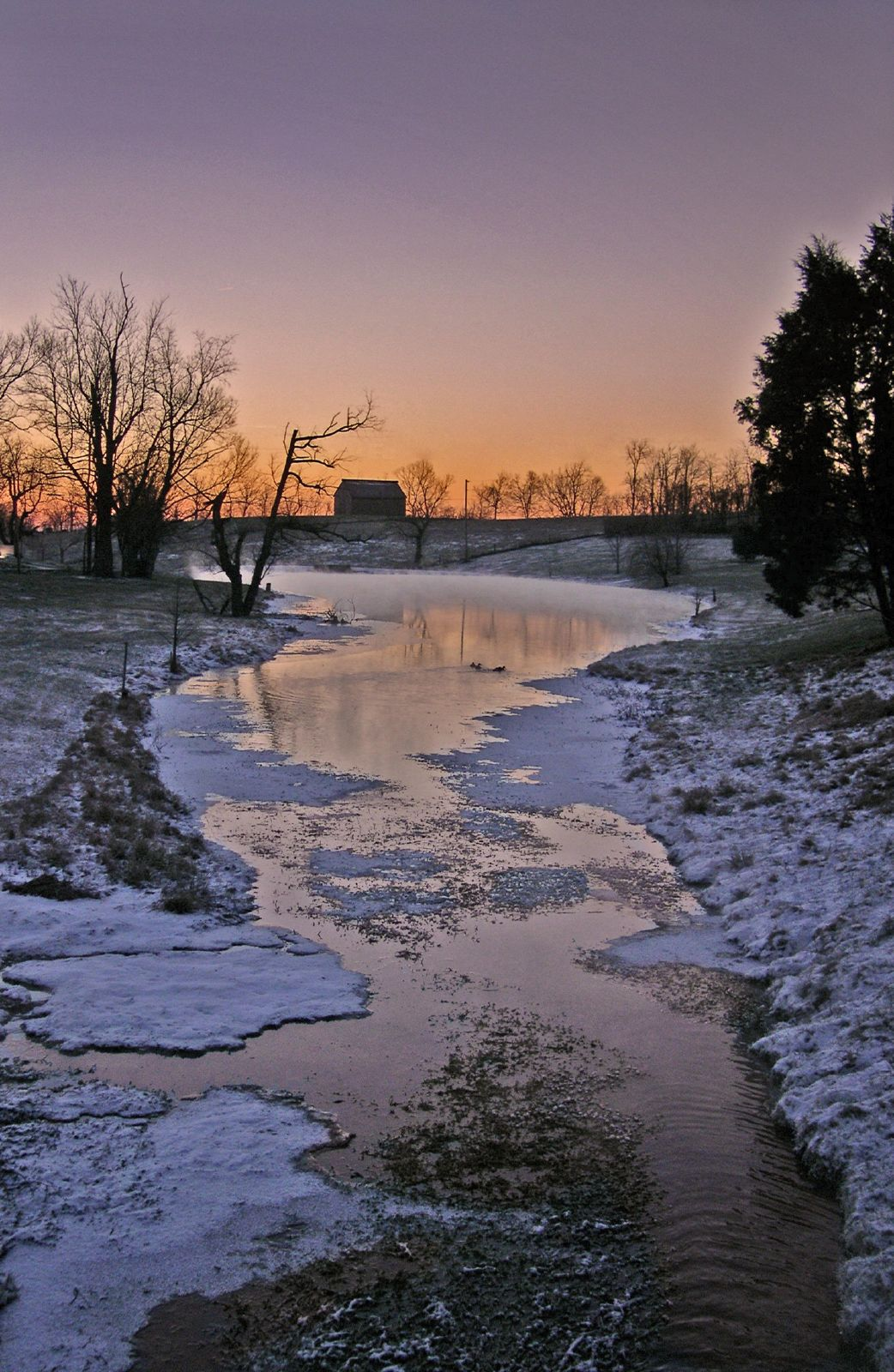
ジェサミン郡農園の日の出

- ニコラスビル - 郡庁所在地
- ウィルモア
- キーン
- ブラノンウッズ
- ハイブリッジ